# Coreobagrus ichikawai
Coreobagrus ichikawai és una espècie de peix de la família dels bàgrids i de l'ordre dels siluriformes.

## Morfologia
- Els mascles poden assolir 10,8 cm de longitud total.[2][3]

## Reproducció
És ovípar i els ous són protegits pel mascle.

## Hàbitat
És un peix d'aigua dolça i de clima temperat.

## Distribució geogràfica
Es troba a Àsia: Honshu (Japó).